# 揚子飯店
揚子飯店又名上海扬子精品酒店，是上海市的一座歷史建築，位於黃浦區汉口路740號。揚子飯店由廣東商人唐海安 （页面存档备份，存于）和张翰材成立，而建築由曾在法國留學的建築師李蟠設計，外觀具有裝飾風藝術風格。建築高8層，設有3部電梯，有客房超過200間。揚子飯店在開業當時是上海少數華資高檔飯店，有「遠東第三大飯店」之稱。開業當日胡蝶等著名人士亦有出場。
姚莉是揚子飯店舞廳的駐唱明星之一，她的名曲《玫瑰玫瑰我愛你》就是從揚子飯店誕生。後來她和飯店副經理黄志坚之子黄保羅結婚。
1935年3月8日，阮玲玉在揚子飯店自殺。上海戰役之後，揚子飯店被國有化。
2005年，揚子飯店被列入上海市第四批優秀歷史建築名單。
2007年10月開始，揚子飯店進行大規模改造，並在2009年5月以「揚子精品酒店」之名重新開業，客房數減少至96間。2019年，揚子精品酒店加入全球歷史酒店成員名錄。